# Capritx espanyol
El Capriccio Espagnol op. 34, és una obra orquestral composta l'any 1887 per Nikolai Rimski-Kórsakov, i està basada en diverses melodies populars espanyoles. El títol en rus és literalment Capriccio sobre temes espanyols.
Inicialment Kórsakov volia escriure aquesta obra per a violí solista i orquestra però finalment va escriure aquesta suite orquestral per la necessitat colorística que requerien aquestes melodies. Tot i així el concertino té un paper solístic molt important.
La inspiració de l'obra residia en la música que va descobrir Nikolai Rimski-Kórsakov en alguns dels seus viatges. Entre 1862 i 1865 el compositor havia viatjat molt pel món com a oficial de la marina russa. A Espanya havia estat sobretot a Cadis.

## Instrumentació
El Capriccio està compost per a 2 flautes, piccolo, 2 oboès (un també toca el corn anglès), 2 clarinets en Bb i A), 2 fagots, 4 trompes (en F), 2 trompetes (Bb i A), 3 trombons, tuba, timbales, caixa triangle, bombo, plats, pandereta, castanyoles, arpa i corda.

## Estructura de l'obra
El Capriccio Espagnol té cinc parts :
1. Alborada (Albada), és un ball festiu que celebra la sortida del sol.
2. Variazioni (Variacions). Comença amb una melodia de les trompes i posteriorment desenvolupa diverses variacions sobre el tema, amb diferents instruments i seccions de l'orquestra assumint el protagonisme.
3. Alborada. Presenta el mateix tema del primer moviment de manera quasi idèntica, a excepció de canvis en la instrumentació i en la tonalitat.
4. Scena e canto gitano (Escena i cant gitano). Comprèn 5 parts cadascuna amb un instrument solista diferent: les trompes i trompetes, el violí, la flauta, el clarinet, i l'arpa.
5. Fandango asturiano, és un ball viu d'Astúries. La peça acaba amb una reaparició, més enèrgica que mai, del tema de l'Alborada.

## Característiques
La peça ha sigut i segueix sent molt elogiada per la seva orquestració, que compta amb una gran secció de percussió i molta varietat tímbrica i d'articulacions; com per exemple al quart moviment on es demana a violins i violes que toquin imitant a una guitarra ("quasi guitara").
Malgrat el reconeixement de la crítica, Nikolai Rimski-Kórsakov es va molestar pel fet que segons ell s'estaven ignorant molts altres aspectes de l'obra. En la seva pròpia autobiografia va escriure:
"L'opinió formada tant per la crítica com pel públic que el Capriccio és una obra magníficament orquestrada és erroni. El Capriccio és una composició brillant per a l'orquestra. El canvi de timbres, l'elecció encertada dels dissenys melòdics i els diferents patrons satisfent a cada instrument, les breus cadències virtuoses per als diferents instruments solistes, el ritme dels instruments de percussió, etc., constitueix aqui l'essència mateixa de la composició i no pas la seva orquestració".

## Ús en el cinema
- El Capriccio Espagnol, Op.34 sona durant els crèdits d'obertura (com a música de fons durant el carnaval) a la Pel·lícula de Josef von Sternberg, "El diable és una dona" (1935). Acreditat com a música basada en el Capriccio Espagnol de Rimski-Kórsakov i altres melodies espanyoles.
- Extractes del Capriccio també sonen durant la pel·lícula musical "Song of Scheherazade" (1947) de Walter Reisch.
- Un enregistrament per "Philharmonia Slavonica" apareix en la pel·lícula "Brokeback Mountain" (2006). La "Philharmonia Slavonica" és el pseudònim que apareix en una sèrie d'enregistraments del productor Alfred Scholz. Les actuacions que se'ls atribueixen són sovint per l'Orquestra de la Ràdio d'Àustria (ORF).
- Un enregistrament de l'Orquestra Simfònica de la Ràdio Moscou en la pel·lícula "Mujeres al borde de un ataque de nervios" (1988) de Pedro Almodóvar.

## Enregistraments destacables
- Orquestra Filharmònica de Berlín dirigida per Lorin Maazel (Deutsche Grammophon, 1959)
- Orquestra Filharmònica Txeca dirigida per Karel Ančerl (Supraphon, 1964)
- London Philharmonic Orchestra dirigida per Sir Charles Mackerras (Telarc, 1990)
- New York Philharmonic dirigida per Leonard Bernstein (Sony Classical, 1959)